# Pim Fortuynprijs
De Pim Fortuynprijs is sinds 2015 een jaarlijkse prijs in Nederland voor de meest "Fortuynistische persoon" van het jaar.
De persoon is een opiniemaker, politicus of bestuurder, is een strijder voor het vrije woord, is een onafhankelijke geest, gebruikt heldere taal, is taboedoorbrekend, is dapper en durft stelling te nemen in het maatschappelijke debat. De prijs is vernoemd naar politicus, socioloog, auteur en columnist Pim Fortuyn (1948-2002). De juryleden van de prijs zijn Simon Fortuyn, Esther van Fenema, Afshin Ellian en Joost Eerdmans.
Rechtsfilosoof en columnist Afshin Ellian won op 15 mei 2015 de eerste editie.
In 2018 weigerde Özcan Akyol de nominatie voor de prijs na kritiek hierop te hebben ontvangen.

## Overzicht
- 2015: Afshin Ellian[2], genomineerden: Hans Teeuwen, Fred Teeven, Annabel Nanninga, Nausica Marbe, Ronald Sørensen
- 2016: Leon de Winter[3], genomineerden: Ebru Umar, Wierd Duk, Dilan Yeşilgöz, Theodor Holman
- 2017: Ebru Umar[4], genomineerden: Machteld Zee, Geenstijl.nl
- 2018: Theodor Holman[5], genomineerden: Yoeri Albrecht, Esther Voet, Özcan Akyol
- 2019: Misdaadjournalisten John van den Heuvel en Paul Vugts, omdat "ze zijn blijven schrijven ondanks zware bedreigingen uit het criminele milieu", genomineerden: Fidan Ekiz, Martin Sommer, Kim Putters, Eddy Terstall[6]
- 2020: Jort Kelder, "probeert met flair, elegantie en inhoud een kritisch verhaal neer te zetten”, met name over de coronamaatregelen, genomineerden: Arthur van Amerongen, Wieger Hemmer, Esther van Fenema, Maarten Boudry[7]
- 2021: Fidan Ekiz, genomineerden: Ahmed Marcouch, Lale Gül, Ronald Plasterk, Piet Emmer[8]
- 2022: Lale Gül, [9] overhandigd door Simon Fortuyn: “Voor het kritiek hebben op de eigen cultuur is veel moed en doorzettingsvermogen nodig. Lale heeft deze prijs dan ook dubbel en dwars verdiend”
- 2023: Bart De Wever, genomineerden: Mick van Wely, Kitty Herweijer, Atti Bahadori, Nieloefaar en Roderick Veelo.[10]
- 2024: Natascha van Weezel, genomineerden: Jan Slagter, Eric Smit, Arendo Joustra, Timon Dias en Ton F. van Dijk.[11]
- 2025: Ronald Plasterk, genomineerden: Rob Oudkerk, Marianne Zwagerman en schrijver Keyvan Shahbazi.[12]